# Tracción bovina

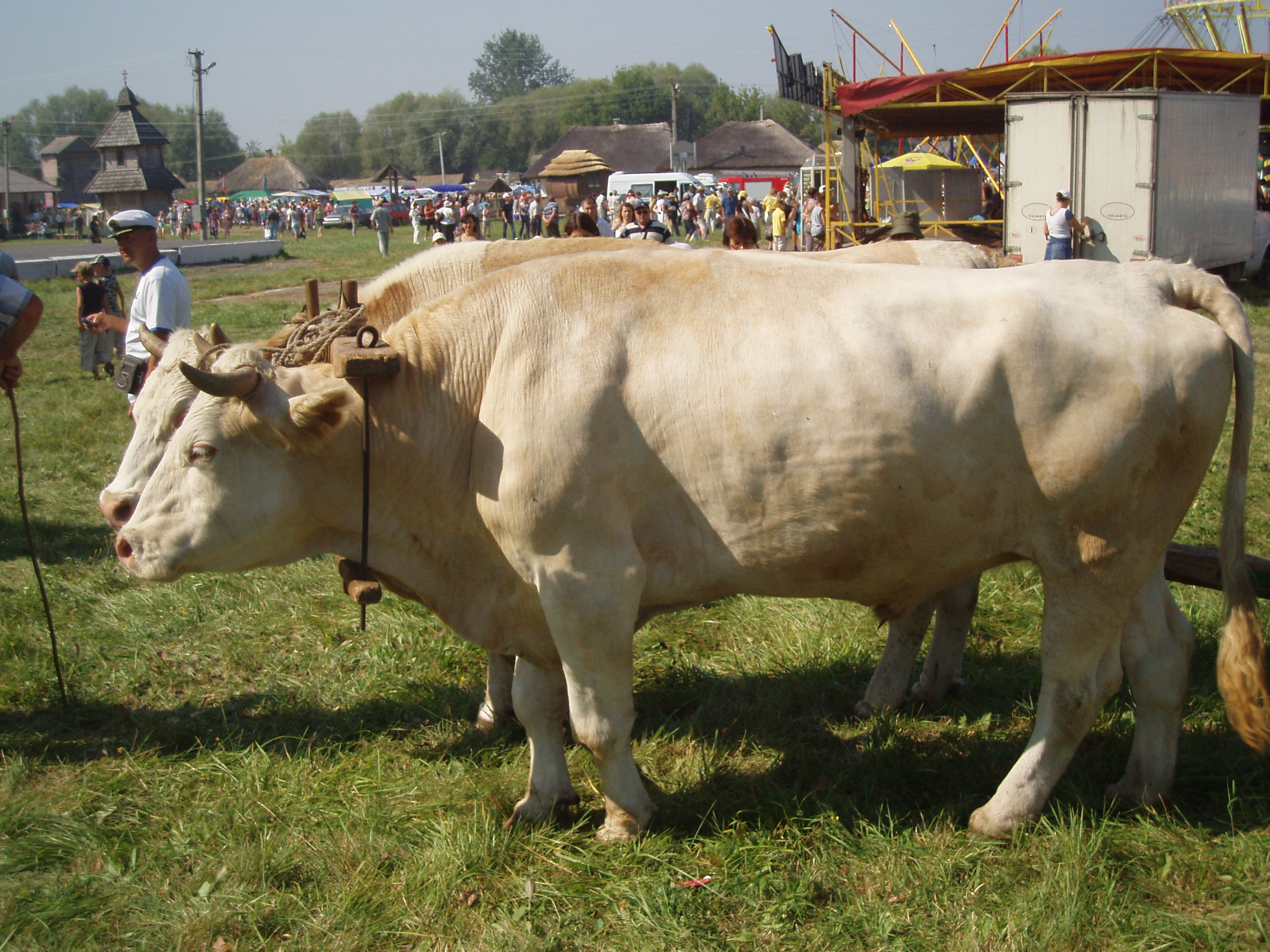
Un par de bueyes de tiro

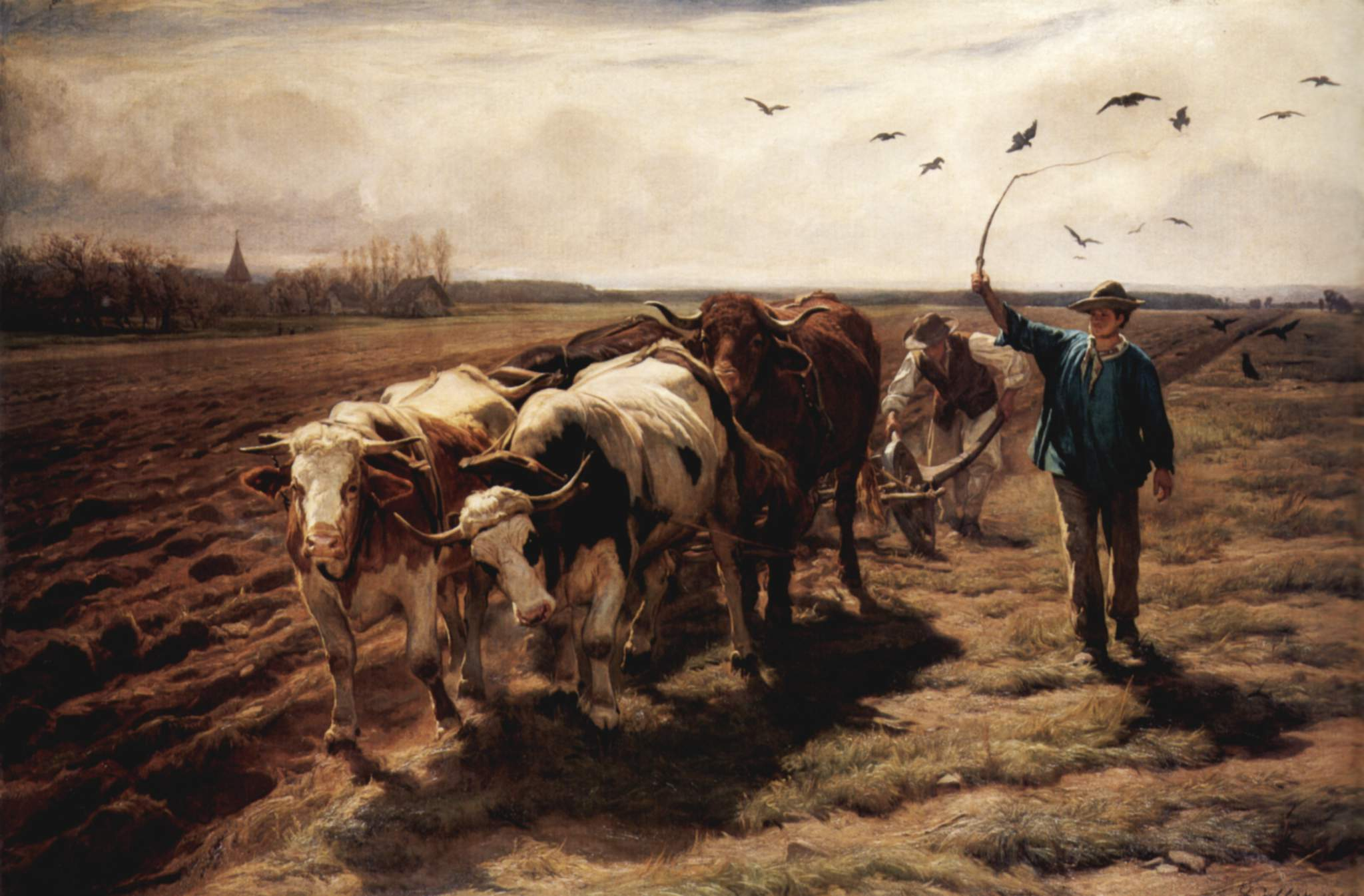
Cuatro hombres Arantes con un yugo de cruz, de Rudolf Koller (1868

La tracción bovina o tracción de bueyes es la tracción que se hace con esta raza, especialmente los bueyes, que se utilizan como animales de tiro. De hecho, los bovinos son dóciles, desarrollan una buena fuerza de trabajo y son resistentes al esfuerzo. 

## Historia
Se estima que el hombre empezó a aprovechar bueyes en parcelas o vehículos de ruedas durante la IV milenio AD. Estas técnicas, inventadas en la antigua Creciente Fértil o en Ucrania, experimentaron posteriormente un desarrollo mundial. Así, los bueyes se utilizaban para tirar de carros o trabajar el suelo en una gran parte de Europa, pero también en Asia y Egipto. Esta práctica aún se extendió en Europa hasta el siglo XIX, el buey continuó siendo el animal principal de tracción, incluso si se desarrolló el uso del caballo. En los países industrializados, la mecanización siguió los pasos de la tracción del ganado, pero todavía se utiliza en algunas pequeñas granjas de Francia (se confirman unos 180 pares de bueyes, todos los usos incluidos, incluida la agricultura y la animación).[cita requerida]

## Descripción

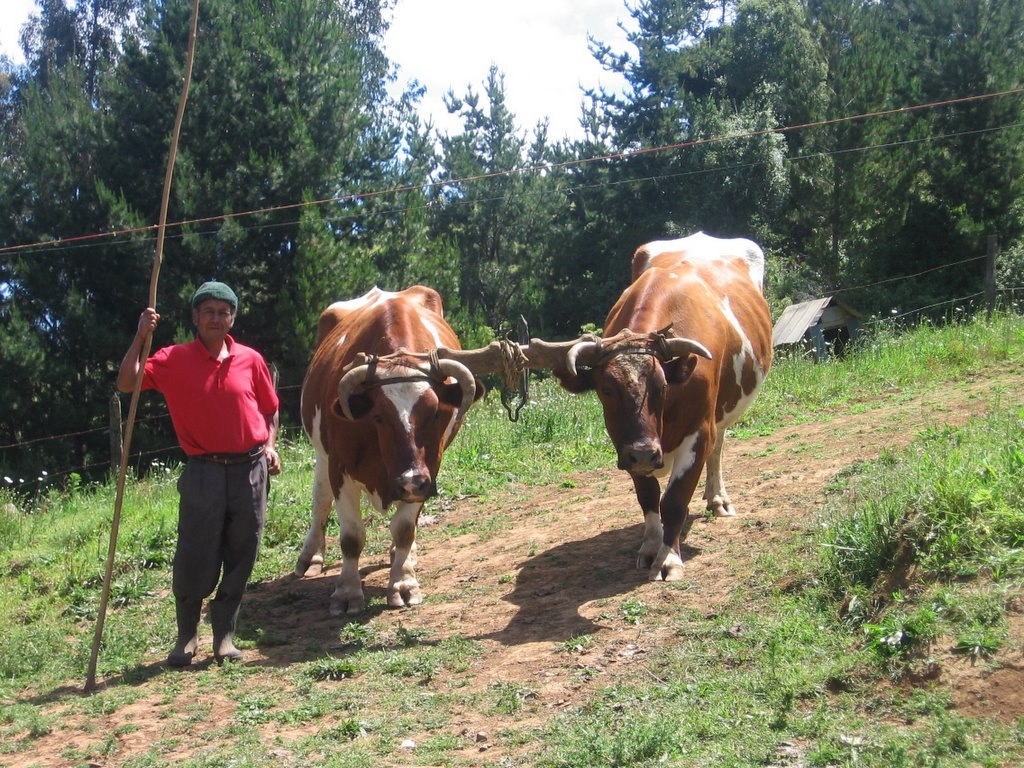
Dos bueyes atados con un yugo de cuernos

Los bueyes en el trabajo son mayoritariamente en parejas, los animales están unidos por un equipo para permitirle avanzar en la misma fila y, por tanto, de manera sincrónica. Hay varias maneras de aprovechar el ganado. Se dice que el sistema más antiguo es el yugo de cuernos, o simplemente yugo, cuyo uso se remonta al antiguo Egipto y que consta en una barra de madera que se coloca entre los cuernos de dos bóvidos. El otro sistema que lo sustituyó es el yugo de la cruz que se adapta al cuello de los animales.

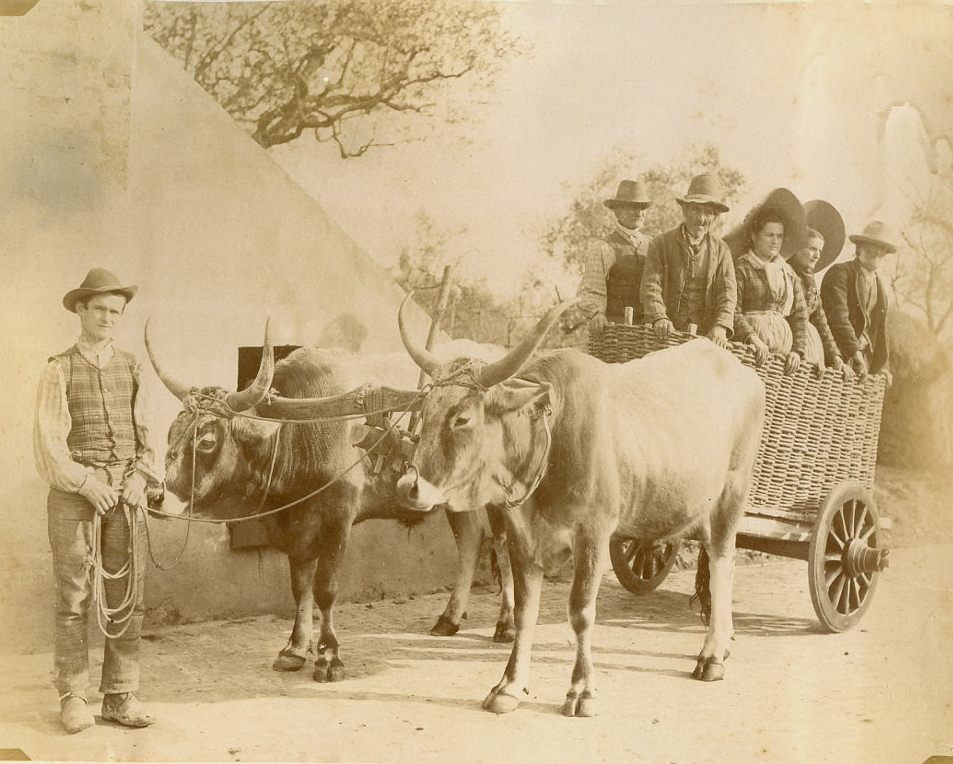
Acoplamiento, hacia 1890. Foto de Paolo Lombardi.

Las yuntas de buey todavía se utilizan ampliamente en algunos países africanos y el sur de Asia, especialmente en la India. Así, la tracción de los bueyes se desarrolla en una gran parte del África subsahariana, donde sustituye el trabajo manual. Así, el ganado se utiliza para el transporte en zonas áridas y para la preparación básica del terreno en zonas semiáridas. La tracción bovina también establece fuertemente en las zonas subhúmedas donde son posibles cultivos anuales como el algodón, la mandioca, el arroz y el maíz, pero también está presente en zonas más montañosas, como las montañas etíopes, donde tiene mil años.

## Galería

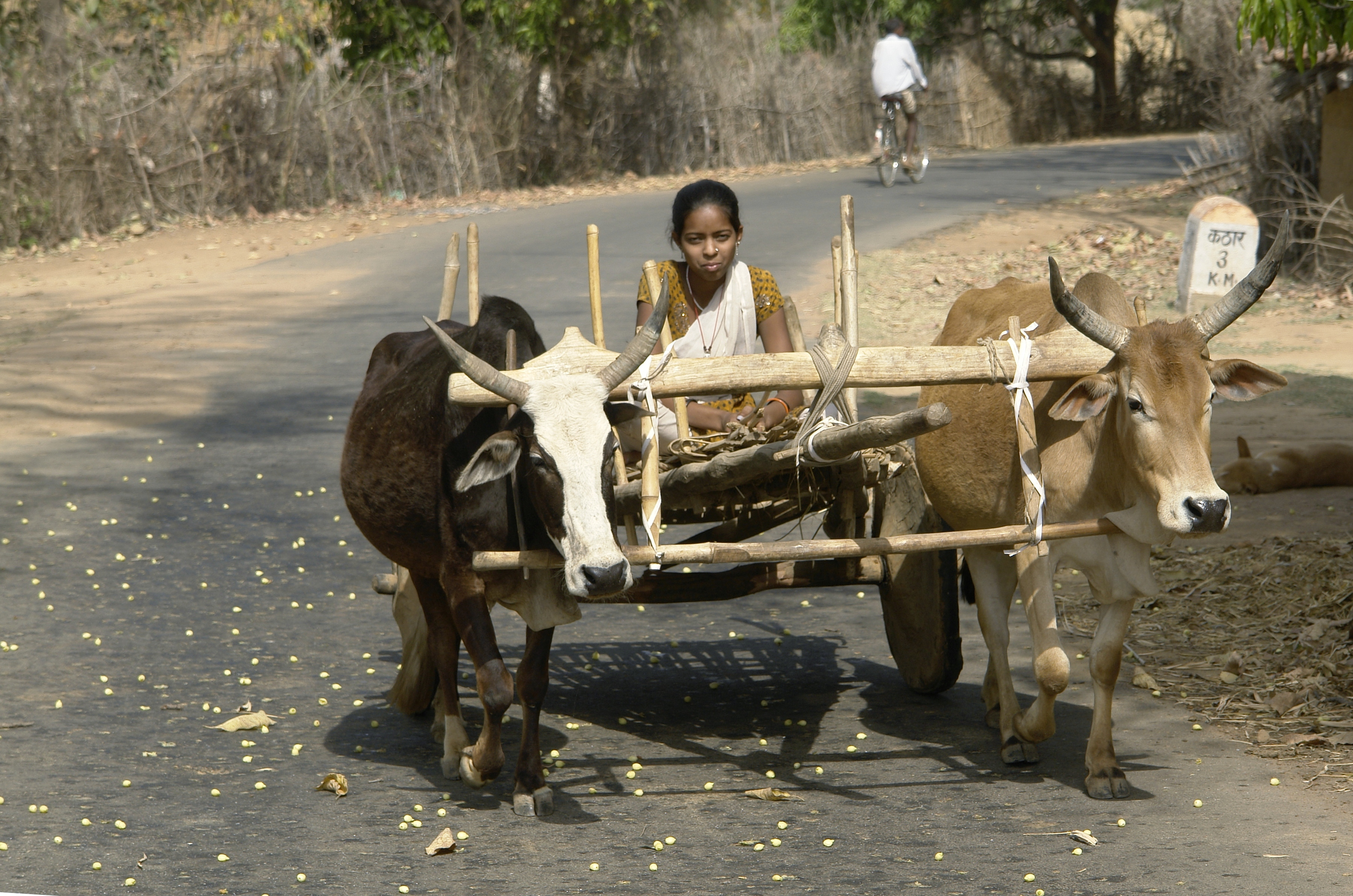
Yugo en un carro de bueyes, India
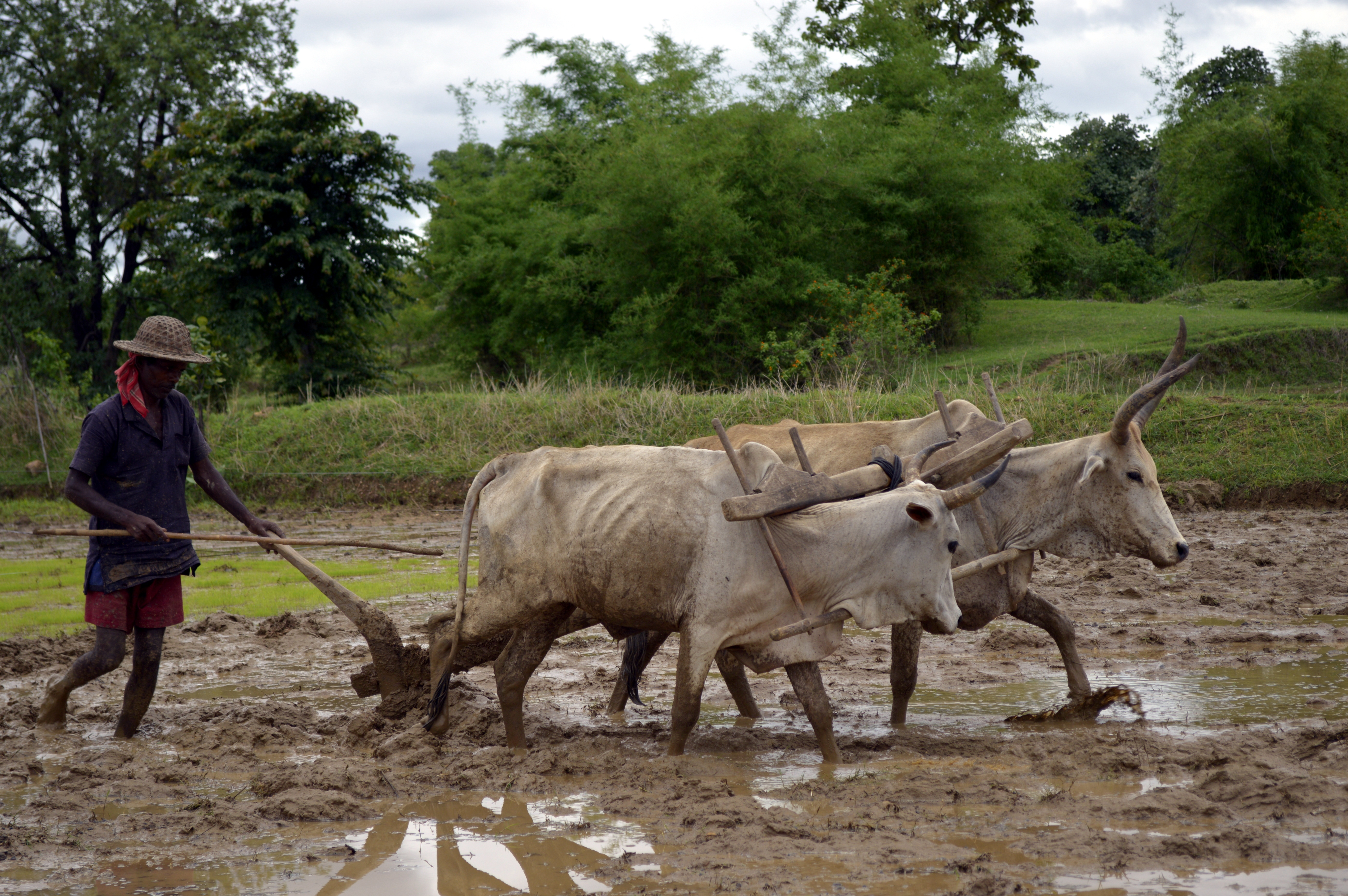
Yugo y bueyes para arar un arrozal, India
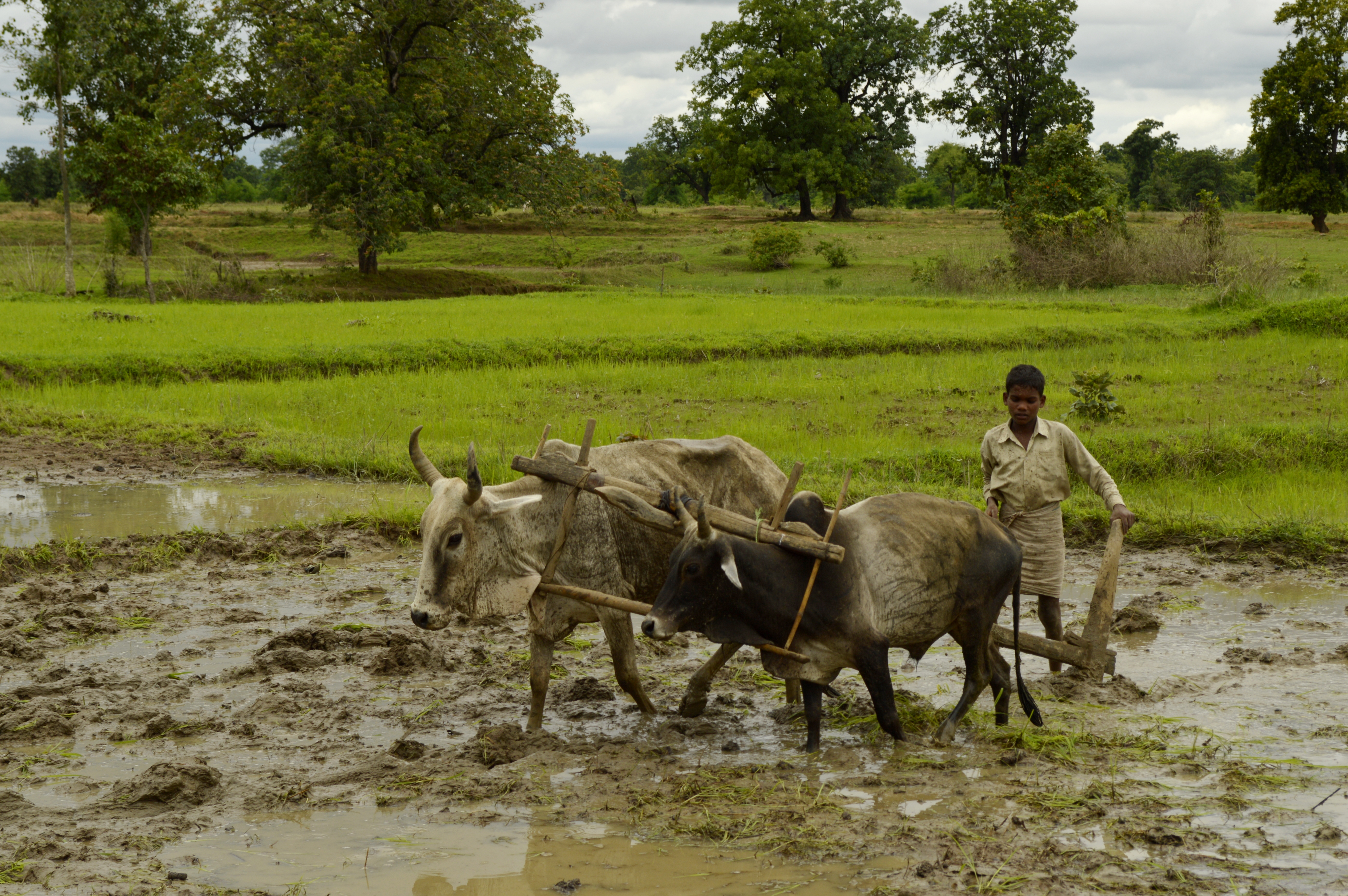
Yugo y bueyes para arar un arrozal, India